# 丽江柃
丽江柃（学名：Eurya handel-mazzettii）为山茶科柃木属下的一个种。